# Артмар
Артмар (фр. Artemare) насеље је и општина у источној Француској у региону Рона-Алпи, у департману Ен (Рона-Алпи) која припада префектури Belley.
По подацима из 2011. године у општини је живело 1.140 становника, а густина насељености је износила 304,0 становника/km². Општина се простире на површини од 3,75 km². Налази се на средњој надморској висини од 258 метара (максималној 360 m, а минималној 242 m).

## Демографија
| 1962. | 1968. | 1975. | 1982. | 1990. | 1999. | 2011. |
| ----- | ----- | ----- | ----- | ----- | ----- | ----- |
| 743   | 838   | 810   | 914   | 961   | 970   | 1.140 |

График промене броја становника у току последњих година